# Nir Jicchak
Nir Jicchak (hebrejsky נִיר יִצְחָק, doslova „Jicchakova louka“, v oficiálním přepisu do angličtiny Nir Yizhaq, přepisováno též Nir Yitzhak) je vesnice typu kibuc v Izraeli, v Jižním distriktu, v Oblastní radě Eškol.

## Geografie
Leží v nadmořské výšce 97 metrů na severozápadním okraji pouště Negev; v oblasti která byla od 2. poloviny 20. století intenzivně zúrodňována a zavlažována a ztratila charakter pouštní krajiny. Jde o zemědělsky obdělávaný pás přiléhající k pásmu Gazy a navazující na pobřežní nížinu. Jižně od tohoto sídelního pásu ovšem ostře začíná zcela aridní oblast pouštního typu zvaná Cholot Chaluca.
Obec se nachází 16 kilometrů od břehu Středozemního moře, cca 101 kilometrů jihojihozápadně od centra Tel Avivu, cca 102 kilometrů jihozápadně od historického jádra Jeruzalému a 41 kilometrů západně od města Beerševa. Nir Jicchak obývají Židé, přičemž osídlení v tomto regionu je etnicky převážně židovské. 4 kilometry severozápadním směrem ale začíná pásmo Gazy s početnou arabskou (palestinskou) populací. 8 kilometrů na západ leží izraelsko-egyptská hranice.
Nir Jicchak je na dopravní síť napojen pomocí lokální silnice 232.

## Dějiny
Nir Jicchak byl založen v roce 1949. Leží na východním okraji kompaktního bloku zemědělských vesnic Chevel Šalom, do kterého spadají obce Avšalom, Dekel, Cholit, Jated, Jevul, Kerem Šalom, Pri Gan, Sdej Avraham, Sufa a Talmej Josef. První osadníci se do Nir Jicchak přistěhovali 8. prosince 1949. Šlo o skupinu Židů napojenou na mládežnické sionistické hnutí ha-Šomer ha-Ca'ir, která předtím procházela výcvikem v kibucu Gat. Původně se vesnice nazývala Tet Vav, ale po několika letech získala nynější jméno, odkazující na velitele jednotek Palmach z doby války za nezávislost Jicchaka Sadeho.
V počátcích existence vesnice, předtím než do kibucu dosáhl dálkový vodovod, obyvatelé pracovali mimo obec, v jiných kibucech a Židovský národní fond je najímal na výsadbu lesů. Roku 1956 byl kibuc napojen na vodovod a zahájil zemědělské hospodaření na okolních pozemcích. Po dlouhou dobu šlo o populačně malou osadu, ve které se střídaly nevelké skupiny členů ha-Šomer ha-Ca'ir. Teprve v roce 1973 počet obyvatel přesáhl 100, díky příchodu většího počtu Židů z Argentiny.
Místní ekonomika je založena na zemědělství (polní plodiny, brambory, mrkev, podzemnice olejná, chov drůbeže) a průmyslu (firma na produkci plastů Polysack). V osadě funguje společenské centrum, zdravotní středisko, obchod se smíšeným zbožím, sportovní areály, plavecký bazén, společná jídelna a kavárna. V areálu kibucu je omezen provoz automobilů.

## Demografie
Obyvatelstvo kibucu je sekulární. Podle údajů z roku 2014 tvořili naprostou většinu obyvatel v Nir Jicchak Židé (včetně statistické kategorie "ostatní", která zahrnuje nearabské obyvatele židovského původu ale bez formální příslušnosti k židovskému náboženství).
Jde o menší obec vesnického typu s dlouhodobě stagnující populací. K 31. prosinci 2014 zde žilo 638 lidí. Během roku 2014 populace stoupla o 2,9 %.
| Rok            | 1961 | 1972 | 1983 | 1995 | 2001 | 2003 | 2004 | 2005 | 2006 | 2007 | 2008 | 2009 | 2010 | 2011 | 2012 | 2013 | 2014 |
| -------------- | ---- | ---- | ---- | ---- | ---- | ---- | ---- | ---- | ---- | ---- | ---- | ---- | ---- | ---- | ---- | ---- | ---- |
| Počet obyvatel | 209  | 258  | 448  | 565  | 581  | 582  | 570  | 574  | 557  | 571  | 565  | 549  | 544  | 557  | 622  | 620  | 638  |